# اكمة سريع (إب)

تعديل مصدري - تعديل

اكمة سريع محلة تابعة لقرية المشراق، التابعة لعزلة ميتم بمديرية إب إحدى مديريات محافظة إب في الجمهورية اليمنية.، بلغ تعداد سكانها 185 حسب تعداد اليمن لعام 2004.